# Reial Expedició Botànica de la Nova Espanya
La Real Expedició Botànica a Nova Espanya (Real Expedición Botánica a Nueva España en castellà) fou una expedició científica organitzada per la Corona Espanyola entre 1787 i 1803 que van dirigir José Mariano Mociño i Martín de Sessé. Per la seva durada i per l'extensió del territori abastat va ser una de les més complexes de les expedicions científiques espanyoles dels segles xviii i xix

## Context històric
La Botànica, durant la Il·lustració, va atraure gran quantitat d'estudis pels abundants usos que podien tenir les plantes: agrícoles, medicinals, titoreres, tèxtils, d'aprofitament de la fusta, etc. El seu estudi sintonitzava amb els propòsits reformistes com mostra la renovada confiança en la raó i per això el seu coneixement formà part de l'ofensiva per a superar l'endarreriment del l'imperi espanyol respecte als seus competidors.
L'expedició s'inicia al final del regnat de Carles III (un any abans de la seva mort) i conclou durant el regnat del seu fill Carles IV; exponents del despotisme il·lustrat. És una època de grans expedicions, les més importants de les quals són la d'Alejandro Malaspina i José Bustamante (1789-1794) per cartografiar la costa de l'oceà Pacífic, la de Jorge Juan (1734) per demostrar l'esfericitat de la Terra i la també botànica de José Celestino Mutis a Nova Granada (1782-1808). Si Mutis es va dirigir a la part sud d'Amèrica Central (actuals Ecuador, Panamá, Colombia i Venezuela, aleshores Virregnat de Nova Granada), Sessé i Mociño, van orientar-se cap a la part nord (aleshores Virregnat de Nova Espanya).

## L'expedició
Aquesta expedició, dirigida pel metge Matín Sessé i a la que el 1790 s'incorporaria el filòsof José Mariano Mociño, marca l'inici del coneixement de la diversitat vegetal i animal de Mèxic i altres àrees properes. El treball d'aquesta expedició va ser recolectar i descriure les plantes pròpies del Virregnat de Nova Espanya, confeccionant herbaris i realitzant dibuixos (realitzats per Atanasio Echeverría y Godoy i Vicente de la Cerda). El propòsit era buscar aplicacions terapèutiques i contribuir a reformar les professions sanitàries; els impulsors de l'expedició volíen donar continuïtat a l'obra de Francisco Hernández de Toledo, metge de Felip II que el 1570 havia estudiat la flora americana i del qual el mateix any 1787 s'havien donat a conèixer els seus treballs.
Del material generat se'n van fer duplicats, tant per seguretat com per proporcionar dues col·leccions, una per a Mèxic i l'altra per a Madrid on, a més, s'hi van enviar plantes vives i llavors. En total es van registrar 797 gèneres i 1327 espècies de plantes amb llavor, a més de 7 criptògames. Els expedicionaris aplicaven les novetats en el mètode científic de l'època i seguien la forma de classificació de Linneu, abandonant altres sistemes de classificació anteriors.
A més l'expedició va incloure l'estudi i il·lustració d'aus, peixos, insectes, mamífers, anfibis i rèptils, custàcis, i aranyes, fet que situa els membres de la Reial Expedició com a pioners en l'estudi de l'ornitologia i la ictiologia a Amèrica.
L'octubre de 1787 van començar les excursions científiques a l'entorn de la capital mexicana per herboritzar; després van continuar cada cop amb caràcter més general i sistemàtic. Una segona sortida l'any 1789 va arribar fins a la costa del pacífic, a l'alçada d'Acapulco. En la tercer, i també la més complexa, de les exploracions, que s'inicià el 17 de maig de 1790, els expedicionaris es van dirigir cap al nord i van dividir els seus efectius en arribar a Mazatlán. Un grup va fer un recorregut més llarg, arribant a Chihuahua i tornant després cap al sud, fins a Aguascalientes, on es van trobar amb el segon grup, que havia fet un itinerari més curt per les províncies de Sinaloa i Ostimuri. Alguns membres es van qeudar a Mèxic, altres van arribar fins a la costa del Canadà on van treballar durant els anys 1792-93, mentre un altre expedicionari, José Longinos Martínez, va recórrer a fons les Califòrnies. La següent campanya, iniciada l'abril de 1793, es va portar a terme, de nou, dividint els efectius. Mentre un grup explorava diverses zones de la Huasteca a l'est de la capita mexicana i fins a la costa, un altre es dirigí cap a la Mixteca i l'istme de Tehuantepec, reunint-se els dos grups en el camí de tronada. A principis de 1795 tots els expedicionaris es van reunir a la capital mexicana. Ja s'havia excedit el termini inicial concedit a l'expedició (que expirava el mes de juny de 1794), però gràcies a una pròrroga les seves activitats es van estendre fins al 1803, any del seu retorn a Madrid, formant dues comissions, una per Guatemala i una altra per a Cuba, Puerto Rico i Santo Domingo.
De l'expedició a Guatemala, molt dura, va formar-ne part el mateix Mociño que en va dir:
| « | “Una cosa no omitiremos: hicimos un camino que supera los cuatro mil miliarios, por vías fragosísimas, por difíciles quebradas, por mares de grandes olas, desprovistos de todo auxilio, pobres realmente y faltos de todo” | » |

## Resultats
L'expedició va registrar 789 gèneres i 1327 expècies de plantes. A més de 225 espècies animals. Es van dibuixar 2000 làmines de botànica, 74 làmines d'aus, 75 peixos i algunes de d'insectes, amfibis, mamífers i rèptils. També va deixar com a llegat institucional la creació a Mèxic d'un Jardí Botànic i de Gabinets d'història natural a Mèxic i Guatemala.

### No publicació, dispersió i oblit
La importància del treball d'exploració, recopilació, documentació i inventariat no va tenir una divulgació equivalent perquè no se'n van publicar els resultats. Aquesta falta de publicació del treball científic de les expedicions va ser un fet generalitzat a l'Espanya de l'època i això va fer que no se'n tragués profit i que influís poc en les comunitats científiques estatals i internacionals.
José Mariano Mociño havia retornat a la península i el 1808 es va fer càrrec de l'expedició en morir Martín Sessé. Amb Espanya ocupada pels francesos va ser nomenat director de la Reial Acadèmia de Medicina. Amb la derrota de les tropes napoleòniques, com a "afrancesat", Mociño va marxar a l'exili enduent-se les 2000 il·lustracions fetes en l'expedició, que va cedir a Montpeller a Augustin Pyramus de Candolle, el fundador del Jardí Botànic de Ginebra, perquè les estudiés.
Quan temps després Mociño va ser autoritzat a retornar a Espanya va reclamar a De Candolle les làmines i, aquest que estava en procés d'estudiar-les, va encarregar-ne còpia a les Dames de Ginebra, que, en només deu dies, van copiar més de 1200 dibuixos. De Candolle publicaria alguns dels resultats de les seves investigacions fent servir aquestes imatges, conegudes a Suïssa com a "Flora de les Dames". Amb la mort de Mociño el 1820 a Barcelona les làmines originals que li havien retornat van quedar en mans del metge que el va atendre i els seus descendents, un segle i mig més tard se les van vendre. L'any 1880 les va adquirir la família Torner que el 1981 les vendria al Hunt Institute for Botanical Documentation de la Universitat Carnegie Mellon de Pittsburgh (Pennsilvània) on segueixen actualment. Només 59 havien quedat al Jardí Botànic de Madrid.
La primera publicació, parcial, de les nomenclatures resultat d'aquesta expedició no es va fer fins 80 anys després de ser descrites, en una publicació mexicana del darrer terç del segle xix. A finals del mateix segle el Jardí Botànic de Madrid va publicar dos volums amb part dels textos de l'expedició però de forma desordenada i sense els dibuixos, que estaven desapareguts. De fet les úniques imatges conegudes per la comunitat científica de l'expedició eren les còpies de les Dames de Ginebra.

### Publicació tardana
L'any 2013, més de dos segles després de l'expedició, els seus resultats es van publicar en una edició en 12 volums coordinada per Jaime Labastida, poeta, periodista, director de l'editorial Siglo XXI i director general de la Academia Mexicana de la Lengua. Per fer aquesta edició, un cop localitzats els originals i fets els acords de publicació, més de 60 investigadors, entre botànics, biòlegs i filòlegs de la Universitat Autònoma de Mèxic van treballar en l'obra classificant les plantes per famílies d'acord amb la taxonomia actual, relacionant les il·lustracions amb els textos originals dels quals havien estat separades, traduint per primer cop els textos del llatí al castellà i corregint el llatí de l'època. La publicació també va incloure un volum de textos crítics on es presenten estudis bibliogràfics sobre l'expedició, el seu context, la influència que hi van tenir les idees il·lustrades i la importància del treball que s'hi va fer.